# Waematau kaitaia
Waematau kaitaia är en kräftdjursart som beskrevs av Duncan 1994. Waematau kaitaia ingår i släktet Waematau och familjen tångloppor. Inga underarter finns listade i Catalogue of Life.